# مریخ ۱-ام

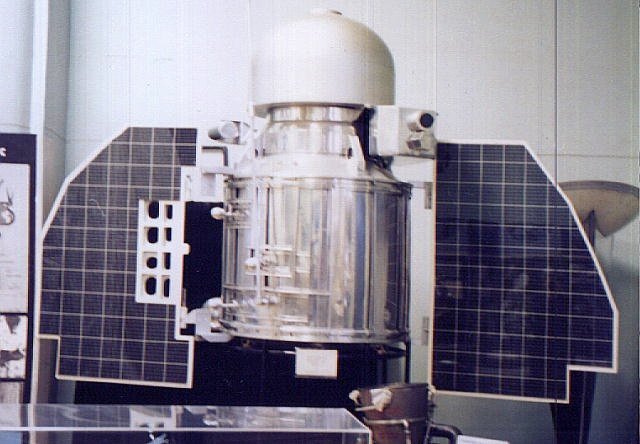
فضاپیمای مریخ ۱ - ام

مریخ ۱ - ام مجموعه‌ای از دو فضاپیمای بدون سرنشین بود که در اولین ماموریت‌های شوروی برای کاوش مریخ مورد استفاده قرار گرفت. آنها اولین ماموریت‌های برنامه مریخ بودند. رسانه‌های غربی این فضاپیما را " مارسنیک " نام‌گذاری کردند که یک کاوشگر مریخ و اسپوتنیک است.